# Kvinnans värde
Kvinnans värde (engelskt original: Womans Worth) är ett manuskript av den engelske författaren William Page (1590–1663). Det är det äldsta kända feministiska dokumentet på engelska.
Texten kritiserar bland annat män och använder sig av bibliska bevis för att argumentera för kvinnans företräde framför mannen. Författaren skriver bland annat att Women do excel men in virtues and rare endowments of the minde, and I think we shall finde that herein also women doe farre outstrip men (ungefär "Kvinnor överglänser män i dygder och sällsynta egenskaper i sinnet, och jag tror vi kommer att finna att gällande även detta springer kvinnor med råge om män").
Tidningen The Telegraph publicerade 2002 en artikel som felaktigt påstod att Womans Worth var skrivet av en okänd kvinnlig författare.